# 韦津
韦津（562年—629年5月3日），字悉达，京兆郡杜陵县（今陕西省西安市长安区）人，出自京兆韦氏郧公房，北周太傅、郧襄公韦孝宽第六子，北周、隋朝、唐朝官员。

## 生平
大象二年（580年），韦津虚龄十九岁时，随父亲韦孝宽讨伐尉迟迥，以军功加仪同三司，封武阳郡开国公，食邑两千五百户。开皇四年（584年），韦津出任左卫车骑将军，很快升任陇州刺史。大业元年（605年），韦津升任内史侍郎，大业五年（609年）转任河南郡赞治，大业九年（613年）转任民部侍郎。大业十二年（616年），韦津检校民部尚书。
大业十二年七月甲子（616年8月27日），隋炀帝杨广前往江都，命令越王杨侗与光禄大夫段达、太府卿元文都、检校民部尚书韦津、右武卫将军皇甫无逸、右司郎卢楚等人总管留后事务。
大业十四年正月，李密击败王世充，占据北邙山，进攻洛阳的上春门。正月乙丑（618年2月19日），金紫光禄大夫段达、判左丞郭文懿、民部尚书韦津出兵抵抗李密，段达望见李密的军队人多势众，因为害怕率先撤回，李密发兵趁机进攻，隋军溃败，韦津被俘虏。李密逼迫韦津去劝说洛阳城投降，韦津抱着必死的决心坚决拒绝，李密非常感叹，没有伤害韦津。
王世充杀元文都等人时，韦津因为被俘而幸免于难，李密失败后，韦津回到洛阳。王世充称帝，韦津受到深厚信任礼遇。武德四年（621年），洛阳被唐朝平定后，唐高祖李渊因为和韦津是老朋友，征召韦津出任开府、秦州总管长史。武德八年（625年），韦津出任谏议大夫，检校黄门侍郎，封寿光县男，当年转任太仆少卿，武德九年（626年），韦津出任陵州刺史。贞观三年四月五日（629年5月3日），韦津在陵州去世，虚岁六十八，贞观四年五月十八日（630年7月3日）葬于雍州万年县洪固的家族旧墓。

## 住宅
韦津的私人住宅位于洛阳嘉善坊，与元文都是邻居。

## 家庭

### 祖父
- 韦旭，北魏司空、文惠公[1]

### 父亲
- 韦宽，北周太傅、郧襄公[1]

### 兄弟姐妹
- 韦那罹，早亡，追赠使持节、仪同三司、中平县开国公
- 韦谌，隋朝使持节、车骑大将军、仪同三司、蓬州刺史、平桑静公
- 韦总，北周使持节、开府、京兆尹、河南怀公
- 韦寿，隋朝仪同三司、毛州刺史、滑国定公
- 韦霁，王世充尚书右仆射
- 韦无漏，隋朝洹水县县令、永安县侯
- 韦长英，嫁北周湖州刺史、雍州都督皇甫道

### 夫人
- 元咳女，追尊魏景穆帝拓跋晃后裔，西魏尚书左仆射、雍州牧、司空公、安昌平王元子均孙女，隋朝金紫光祿大夫、集沁二州刺史、顺阳良公元孝方之女，虚龄十六岁嫁给韦津，大业六年三月二十五日（610年4月23日）在河南郡政俗里去世，虚岁四十四，同年七月二十三日（610年8月17日）葬于鸿固乡畴贵里韦氏家族旧墓[25]

### 子女
- 韦全璧，唐朝潞易二州别驾
- 韦琬，唐朝成州刺史、寿光男[21][22]
- 韦琨，唐朝户部侍郎、武阳贞侯[21]
- 韦璲，唐朝仓部郎中[21]
- 韦瑜，唐朝歙州刺史
- 韦氏，嫁唐朝员外散骑常侍、石州刺史、饶安县男王师忠[26]